# Страндберг, Карлос
Серджио Карлос Страндберг (швед. Sergio Carlos Strandberg; род. 14 апреля 1996, Гётеборг) — шведский футболист, нападающий турецкого клуба «Хатайспор».

## Клубная карьера
Карлос вырос в неблагополучном районе Гётоборга Бакке, его отец — швед, а мать — мозамбичка. С шести лет Карлос занимался футболом в футбольной школе его города. В 2005 году его клуб был объединен с «Хисингстадом» в «Хисингсбакку», где игрок и продолжил свой путь к большому футболу. В пятнадцатилетнем возрасте Карлос дебютировал за «Хисингсбакку» в пятом шведском дивизионе.
В 2012 году Карлос перешёл в «Хеккен». Тогда он играл за юношескую команду этого клуба и стал лучшим бомбардиром в розыгрыше чемпионата по этому возрасту. Позже Карлос стал играть за команду до 19 лет и до 21 года. 19 июня 2013 Страннберг дебютировал за главную команду. Уже 22 июля Карлос забил первый гол на профессиональном уровне. В том сезоне Карлос сыграл 10 игр и забил 3 гола в национальном чемпионате. Также 21 августа в своём дебютном матче в Кубке Швеции Страндберг забил «Нючёпингу».
В 2014 году сорвалась почти оконченная сделка по переходу Карлоса в дортмундскую «Боруссию».
2 февраля 2015 года подписал контракт с московским ЦСКА сроком на 5 лет, сумма трансфера составила $500 тысяч. Дебютировал за ЦСКА 14 марта 2015 года в матче против «Мордовии» (4:0). Свой первый гол за «армейцев» забил 21 марта 2015 года, в гостевой игре против тульского «Арсенала» на 88-й минуте матча. 5 апреля в гостевой игре против «Зенита» Карлос, заменив Зорана Тошича на 71-й минуте, забил гол с передачи Алексея Березуцкого на 81-й минуте матча, но не смог спасти свою команду от поражения со счётом 1:2. За хорошую игру болельщики ПФК ЦСКА признали Карлоса Страндберга лучшим игроком команды в апреле.
21 августа 2015 года перешёл в «Урал» на правах аренды до конца 2015 года. За клуб игрок почти не играл, лишь выходя на замену, и поэтому клуб не стал продлевать его аренду. 31 марта 2016 был арендован шведским клубом АИК до лета 2016 года.
5 января 2017 подписал контракт с бельгийским «Брюгге» до лета 2021 года.
Летом 2019 года был арендован клубом «Аль-Хазм» из Саудовской Аравии. В марте 2020 года саудовский клуб воспользовался опцией выкупа и подписал контракт.

## Карьера в сборной
Карлос выступал за юношеские сборные своей страны, завоевал бронзовую медаль юношеского чемпионата мира 2013.

## Стиль игры
Помимо габаритов среди достоинств Карлоса значатся резкость и техническая оснащенность. Леонид Слуцкий отметил, что одним из его главных качеств является скорость и работа с мячом, а также сравнил его с Даме Н’Дойе. Сам Карлос описывает себя, как классического нападающего. Обладает умением грамотно выбирать позицию, а за счет работы корпусом — что также входит в арсенал Карлоса — швед легко освобождается от своих опекунов. Способен точно пробить в одно касание даже по неудобно летящему мячу или нанести удар из-под плотной опеки. Страндберг — левша. Также Карлос хорош в подыгрыше и всегда готов отдать пас находящемуся в лучшей позиции партнёру. Дриблинг — не самое сильное оружие Страндберга, хотя и он присутствует. При игре один в один Карлос предпочитает действовать за счет скорости и своей фактуры, продавливая оппонента.

## Клубная статистика
| Клуб                  | Сезон   | Чемпионат | Чемпионат | Кубок | Кубок | Суперкубок | Суперкубок | Еврокубки | Еврокубки | Всего | Всего |
| Клуб                  | Сезон   | Игры      | Голы      | Игры  | Голы  | Игры       | Голы       | Игры      | Голы      | Игры  | Голы  |
| --------------------- | ------- | --------- | --------- | ----- | ----- | ---------- | ---------- | --------- | --------- | ----- | ----- |
| Хеккен                | 2013    | 11        | 3         | 1     | 1     | 0          | 0          | 2         | 0         | 14    | 4     |
| Хеккен                | 2014    | 19        | 6         | 2     | 0     | 0          | 0          | 0         | 0         | 21    | 6     |
| Хеккен                | Итого   | 30        | 9         | 3     | 1     | 0          | 0          | 2         | 0         | 35    | 10    |
| ЦСКА (Москва)         | 2014/15 | 10        | 3         | 1     | 0     | 0          | 0          | 0         | 0         | 11    | 3     |
| ЦСКА (Москва)         | 2015/16 | 1         | 0         | 0     | 0     | 0          | 0          | 1         | 0         | 2     | 0     |
| ЦСКА (Москва)         | 2016/17 | 6         | 2         | 1     | 0     | 1          | 0          | 4         | 0         | 12    | 2     |
| ЦСКА (Москва)         | Итого   | 17        | 5         | 2     | 0     | 1          | 0          | 5         | 0         | 25    | 5     |
| → Урал (Екатеринбург) | 2015/16 | 2         | 0         | 1     | 0     | 0          | 0          | 0         | 0         | 3     | 0     |
| → Урал (Екатеринбург) | Итого   | 2         | 0         | 1     | 0     | 0          | 0          | 0         | 0         | 3     | 0     |
| → АИК                 | 2016    | 12        | 7         | 0     | 0     | 0          | 0          | 3         | 2         | 15    | 9     |
| → АИК                 | Итого   | 12        | 7         | 0     | 0     | 0          | 0          | 3         | 2         | 15    | 9     |
| Всего                 | Всего   | 60        | 21        | 6     | 1     | 1          | 0          | 9         | 2         | 76    | 24    |